# Roza Robota
Róża Robota (Ciechanów, 1921 – campo di concentramento di Auschwitz, 6 gennaio 1945) è stata una partigiana e vittima dell'Olocausto polacca, una delle quattro donne impiccate ad Auschwitz per il ruolo avuto nella preparazione della rivolta del Sonderkommando di Auschwitz del 7 ottobre 1944.

## Biografia
Róża Robota nacque nel 1921 a Ciechanów, in Polonia, da una famiglia della piccola borghesia; aveva un fratello e una sorella. Era membro del movimento giovanile Hashomer Hatzair, ispirato al sionismo socialista, il quale, dopo l'invasione nazista della Polonia nel 1939, iniziò un'intensa attività di resistenza contro le forze tedesche. Nella casa del padre Izajasz (Isaiah) Robota, situata all'indirizzo di Żydowska 4 Street a Ciechanów, c'era la Biblioteca Perec, la società culturale ebraica più attiva della città, che organizzava dibattiti sulla letteratura polacca, ebraica e internazionale, nonché spettacoli teatrali, conferenze e balli.
Roza fu deportata nel campo di concentramento di Auschwitz a seguito della liquidazione del ghetto di Ciechanów nel 1942. Al contrario di tutti i suoi famigliari, Roza sopravvisse alla selezione per le camere a gas e fu assegnata alla sezione femminile di Auschwitz-Birkenau. Lavorò nel magazzino dei vestiti presso l'Effektenlager di Birkenau, nella zona adiacente al crematorio III, dove venivano bruciati i corpi delle vittime delle camere a gas . Durante la prigionia contrabbandò la "Schwarzpulver" (polvere da sparo, o dinamite secondo altre fonti)  che veniva raccolta dalle donne nella fabbrica di munizioni Krupp "Weichsel", e poi la consegnò ad un uomo del Sonderkommando di nome Wróbel, attivo nella resistenza. La schwartzpulver fu usata per fabbricare delle granate primitive che sarebbero servite per far esplodere il crematorio durante la rivolta dei Sonderkommando. Roza agì assieme ad Hadassa Zlotnicka e Asir-Godel Zilber, entrambe provenienti da Ciechanów. Insieme ad alcune altre donne che lavoravano nella fabbrica nazista del "pulverraum" furono in grado di ottenere, nascondere e consegnare ai membri della resistenza non più di uno o tre cucchiaini di composto di schwartzpulver al giorno. Il gruppo dei Sonderkommando fece poi esplodere il crematorio III il 6 ottobre del 1944.
La Robota e altre tre donne, ovvero Ala Gertner, Estusia Wajcblum e Regina Safirsztajn, furono arrestate dalla Gestapo e torturate nel famigerato Blocco 23, ma si rifiutarono di rivelare i nomi degli altri che avevano preso parte alle operazioni di contrabbando. Furono impiccate tutte e quattro il 6 gennaio del 1945, due donne durante l'assemblea del mattino e le altre due la sera. Roza Robota aveva solo 23 anni. Secondo alcune testimonianze, lei e le sue compagne, prima di morire, avrebbero gridato "Nekamah" ("vendetta!") o "siate forti" agli altri detenuti. Altri invece affermano di aver udito la frase "Chazak V'amatz", ovvero "siate forti e abbiate coraggio", la frase biblica che Dio usa per incoraggiare Giosuè dopo la morte di Mosè, oltre che il motto del movimento sionista Hashomer Hatzair a cui Roza apparteneva.
La rivolta dei Sonderkommando causò circa 70 morti tra le SS e i kapò e provocò la distruzione del tetto del crematorio III. Essendo l'esercito russo molto vicino alla liberazione del campo, i nazisti stessi, nel tentativo di cancellare le prove dei loro crimini, fecero saltare in aria gli altri quattro crematori.